# Tetraleurodes splendens
Tetraleurodes splendens és un hemípter del gènere Tetraleurodes de la família dels Aleiròdids.
L'espècie va ser descrita científicament per primera vegada per Bemis el 1904.